# いこまいきっぷ
いこまいきっぷとは、名古屋市交通局が市バス・地下鉄一日乗車券（大人）と指定の観光施設一日フリー入場券をセットにした磁気式カードの一日乗車券である。2003年2月28日をもって販売を終了した。なお、既に購入したカードは2019年12月31日まで使用できた。

## 歴史
- 1994年（平成6年）6月5日 - 発売を開始。大人のみ。
- 2003年（平成15年）2月28日 - 発売を終了[1]。
- 2019年（令和元年）
  - 10月1日 - 無手数料での払戻しを開始。ただしいこまいきっぷといこまいガイドが揃っている場合に限る[2]。
  - 12月31日 - 使用を終了[2]。

## 切符の効力
- 有効期日は使用日の1日のみ[3]。
  - 地下鉄の場合は、自動改札機を利用。
  - バスの場合は、カードの日付面を運転手に見せる。
  - 地下鉄・市バス全線が乗り放題である。
  - 名古屋鉄道・名古屋ガイドウェイバス・名古屋臨海高速鉄道・愛知高速交通は利用できない。
  - 名鉄バスは利用できない。
  - 名古屋高速を走る市バスは、別途10円が必要である。（高速1号森の里団地行き）
  - 名古屋城、東山スカイタワー、東山動物園、東山動植物園、白鳥庭園、名古屋市博物館、名古屋市科学館、名古屋市美術館がこれ1枚ですべて入場できる（有効日は使用日の1日のみ）。
  - 徳川美術館・蓬左文庫、名古屋テレビ塔、トヨタ産業技術記念館、名古屋港ポートビル（展望室・海洋博物館・南極観測船ふじ）、名古屋港水族館の入場料が割引になる割引券付き（有効日はいこまいきっぷ使用日から1年間）。
  - 徳川園、ランの館、文化のみち二葉館（旧川上貞奴邸）、名古屋ボストン美術館、ノリタケの森、名古屋港ワイルドフラワーガーデン ブルーボネット、古川美術館、大一美術館、桑山美術館、昭和美術館、マンドリンの音の博物館、アートカフェ栄文化講座森村記念館、熱田神宮宝物館、有松・鳴海絞会館、有松山車会館、みなとめぐり遊覧船は、カード提示により割引になる（いこまいきっぷ発売終了後、ドニチエコきっぷ発売開始後に追加[4]）。

## 値段
- 大人 1,300円。
- 子供 なし。